# Космос: Просторно-временска одисеја
Космос: Просторно-временска одисеја (енгл. Cosmos: A Spacetime Odyssey) је америчка научна документарна телевизијска серија. Наставак је серије Космос: Лично путовање из 1980-их чији је водитељ био Карл Сејган и која се сматра прекретницом за све научне документарне серије. Серија је снимљена како би вратила темеље науке на телевизијске мреже, у време када су веома популарне сличне научно базиране телевизијске серије и филмови. Водитељ серије је познати астрофизичар Нил Деграс Тајсон, који је био инспирисан радом и делом Карла Сејгана док је био студент. Извршни продуценти су Сет Мекфарлан, који се свестрано залагао за покретање серије и без чијих финансијских улагања серија не би доспела на телевизију, и Ен Дријан, удовица Карла Сејгана и ко-продуцент оригиналне серије Космос. Серија прати исти формат од 13 епизода и сличну тематику као оригинална серија, укључујући и елементе као што је Брод маште, али су информације ажуриране у односу на оне из 1980-их. Такође се користи далеко више компјутерски генерисане графике и анимација, које прате нарацију. Продуцент серијала је Бренон Брага, док је музику компоновао Алан Силвестри.
Серија је премијерно приказана 9. марта 2014. године симултано у целим САД путем десет мрежа које су у власништву компаније 21st Century Fox. Остатак серије емитоваће се на каналу ФОКС, док ће National Geographic Channel емитовати епизоде дан касније уз додатни садржај. Серија је емитована и у земљама широм света, на локалним каналима ФОКС и National Geographic.

## Историјат
Оригинална серија из 1980-их под називом Космос: Лично путовање имала је 13 епизода и приказивана је на каналима телевизијске мреже PBS (енгл. Public Broadcasting System), а њен водитељ био је Карл Сејган. Емисија се од првог емитовања сматра веома значајном. Дејвид Ицкоф из Њујорк тајмса описао ју је као „преломни тренутак у емитовању научног телевизијског програма“. Емисију је одгледало најмање 400 милиона људи у преко 60 држава широм света, и све до документарне серије Грађански рат из 1990. године остала је најгледанији програм мреже.
Након смрти Сејгана 1996. године, његова жена Ен Дријан, ко-продуцент оригиналне серије Космос са Стивеном Сотером, и астрофизичар Нил Деграс Тајсон настојали су да сниме нову верзију серије с циљем да привуче што ширу публику, не само ону која је заинтересована за науку. Годинама су се борили са телевизијским мрежама које нису увиделе велику популарност емисије.

## Развој
Сет Мекфарлан упознао је Ен Дријан преко Тајсона 2008. године на отварању канцеларије Science & Entertainment Exchange (Размена науке и забаве) Националне академије наука у Лос Анђелесу, која је имала за циљ да повеже писце и режисере из Холивуда са научницима из разних области. Годину дана касније, током ручка са Тајсоном у Њујорку, Мекфарлан је открио да имају заједничку жељу да сниме наставак легендарне серије Космос. На Мекфарлана је ова серија оставила јак утисак када је био мали, и да је имала улогу да „(премости) јаз који је постојао између академске заједнице и шире јавности“. Мекфарлан је тада рекао Тајсону „тренутно се налазим у периоду каријере када имам одређени вишак прихода... и имам жељу да тај вишак потрошим на нешто корисно“. Сматрао је да је смањење интереса за летове у свемир у последњим деценијама „резултат летаргичности наше културе“. Мекфарлан, који је у то време био укључен у неколико серија на телевизији ФОКС, успео је да уговори састанак између Ен Дријан и челника телевизије, Питера Рајса и Кевина Рајлија, и заложио се да се одобри снимање серије. Признао је да је он „најмање важна особа у овој једначини“ и да је рад на овој серији умногоме другачији од пројеката на којима је до тада радио, али истовремено сматра да је то „веома пријатна територија за њега лично“. Он и Дријан су постали блиски пријатељи, и Дријан је изјавила да верује да би Сејган и Мекфарлан били „сродне душе“ са својим „изванредним талентима“. У јуну 2012. године Мекфарлан је обезбедио новчана средства да се 800 кутија које су садржале личне белешке и преписке Карла Сејгана донирају Конгресној библиотеци.